# Huracà Wilma
L'huracà Wilma va ser l'huracà més intens mai registrat a la conca Atlàntica. Wilma va ser la vint-i-dosena tempesta (comptant la tempesta subtropical descoberta en reanàlisis), el tretzè huracà, el sisè gran huracà i el quart huracà de Categoria 5 de la prolífera temporada 2005 (superà el rècord al nombre més grans d'huracans de Categoria 5 formats en una única temporada que anteriorment el posseïa la temporada de 1933).
Wilma visqué nombroses recalades, deixant els efectes més destructius sobre la península del Yucatán de Mèxic, Cuba, i l'estat estatunidenc de Florida. Almenys es produïren 63 morts, i s'estima que els danys ascendiren per sobre els 29.100 milions de dòlars (2005 USD), convertint Wilma en el cinquè huracà més costós mai registrat a l'Atlàntic i la quarta tempesta més costosa en la història dels Estats Units.

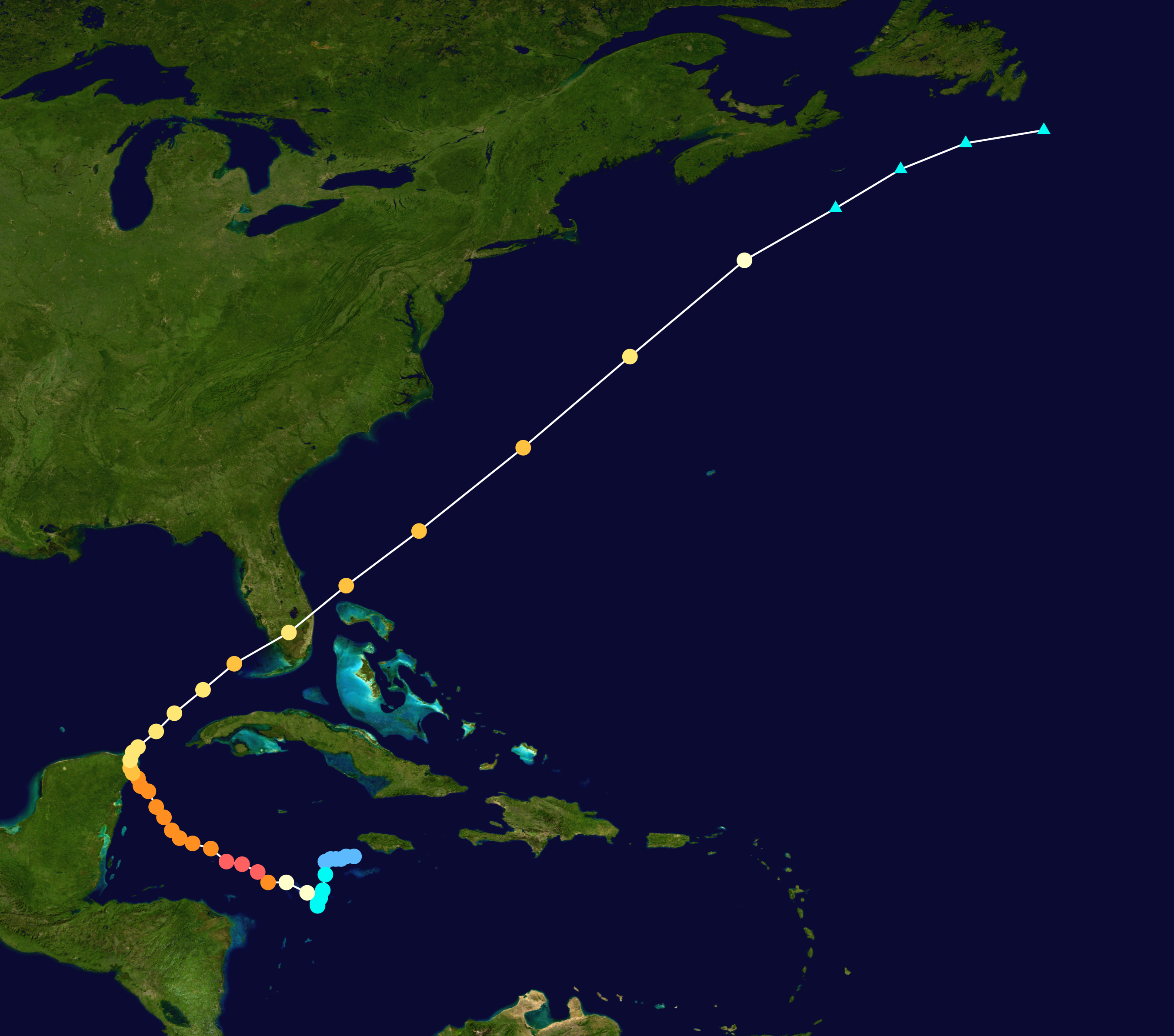
Trajectòria de la tempesta.